# Dorel Covaci
Dorel Covaci (n. 20 septembrie 1950

) este un fost politician român, ales Acesta a fost deputat în legislaturile 2008-2012 și 2012-2016 și senator în legislatura 2016-2020 din partea PSD. 